# Monte Sião
Monte Sião là một đô thị thuộc bang Minas Gerais, Brasil. Đô thị này có diện tích 290,201 km², dân số năm 2007 là 19228 người, mật độ 64,9 người/km².